# Ошан Пајнс (Мериленд)
Ошан Пајнс (енгл. Ocean Pines) насељено је место без административног статуса у америчкој савезној држави Мериленд.

## Демографија
По попису из 2010. године број становника је 11.710, што је 1.214 (11,6%) становника више него 2000. године.
| Група             | 2000.          | 2010.          |
| Белци             | 10.023 (95,5%) | 10.900 (93,1%) |
| Афроамериканци    | 215 (2,0%)     | 285 (2,4%)     |
| Азијати           | 59 (0,6%)      | 104 (0,9%)     |
| Хиспаноамериканци | 96 (0,9%)      | 276 (2,4%)     |
| Укупно            | 10.496         | 11.710         |